# Amor fati
Amor fati es una locución latina que puede traducirse como "amor al destino". Se utiliza para describir una actitud en la que uno ve todo lo que sucede en la vida, incluido el sufrimiento y la pérdida, como bueno o, al menos, necesario.
El amor fati se asocia a menudo con lo que Friedrich Nietzsche llamó eterno retorno, la idea de que, durante un período infinito de tiempo, todo se repite infinitamente. A partir de este concepto, desarrolló el deseo de estar dispuesto a vivir exactamente la misma vida una y otra vez por toda la eternidad ("... no anhele nada más fervientemente que esta última confirmación y sello eterno").

## Historia del concepto
Aunque la locución latina es posterior, el concepto de amor al destino fue propuesto ya por los estoicos en la antigüedad. En palabras de Epícteto:
Lo único que depende de nosotros es en efecto nuestra intención moral, el sentido que damos a los acontecimientos. Lo que no depende de nosotros corresponde al eslabonamiento necesario de las causas y de los efectos, es decir, al destino, al curso de la naturaleza, a las acciones de los demás hombres. Son entonces indiferentes la vida y la muerte, esto no depende de nosotros, y debe, en principio, sernos indiferente, es decir, no debemos introducir a ello diferencias, sino aceptar lo que sucede como deseado por el destino: "No procures que lo que sucede suceda como lo quieres, sino quiere que lo que sucede suceda como sucede, y serás feliz”.
En tiempos más modernos, hay registros del uso de "amor fati" en enero de 1882 en Génova por Nietzsche en La gaya ciencia.  Nietzsche se veía a sí mismo como el "último estoico", pero no creía en la "razón del mundo" y no quería adormecer la sensibilidad, al contrario. La expresión "amor fati" contiene más un eco polémico del "Amor intelectualis Dei" de Spinoza. Nietzsche profetizó una crisis europea de valores a través de la cual la superación del nihilismo se revertiría de la "voluntad de la nada" al deseo del eterno retorno, convertida en una afirmación dionisíaca de la "fatalidad de todo lo que fue y lo que será". En esta actitud trágico-heroica, se formó lo que luego llamó "pesimismo de fuerza" y "amor fati".

## Nietzsche
La frase se utiliza en varias ocasiones en los escritos de Nietzsche y es representativa de su perspectiva general de la vida:
Quiero aprender cada día a considerar como bello lo que de necesario tienen las cosas; así seré de los que las embellecen. Amor fati: sea este en adelante mi amor. No quiero hacer la guerra a la fealdad. No quiero acusar, ni siquiera a los acusadores. ¡Que mi única negación sea apartar la mirada! ¡Y en todo y en lo más grande, yo solo quiero llegar a ser algún día un afirmador!

Mi fórmula para expresar la grandeza en el hombre es amor fati [amor al destino]: el no-querer que nada sea distinto ni en el pasado ni en el futuro ni por toda la eternidad. No solo soportar lo necesario, y aún menos disimularlo ―todo idealismo es mentira frente a lo necesario― sino amarlo.

Para entender estas declaraciones es útil tener en cuenta otros conceptos de Nietzsche.
Por una parte, se trata de la aceptación de lo que es natural e inevitable, como algo necesario de lo que nos nutrimos y en cuyo entorno evolucionamos. Amor fati: amor a lo que nos toca en destino o en suerte. Por otra parte, se trata del concepto de tiempo. Nietzsche hace referencia a la forma de vida griega antigua (en su libro "El origen de la tragedia") y muestra que se consideraba prioritario vivir el presente con entrega. Se suele ver el tiempo como una línea recta por la que se desplaza el hombre; no obstante, Nietzsche considera al tiempo  como circular, concepto que describe con el término eterno retorno y que resulta similar al concepto budista del tiempo como espiral ascendente. Nietzsche asocia el concepto de superhombre (Übermensch) al de amor fati: el superhombre es el único capaz de salir del círculo cerrado del eterno retorno, en el que no tendría cabida el concepto de evolución. Nietzsche era profesor y pensaba que el alumno aprende por repetición mientras no comprende; cuando comprende pasa al nivel siguiente... del mismo modo, el hombre aprende por la repetición en el círculo del eterno retorno y, cuando comprende, se transforma en el superhombre.
Cabe una aclaración: evolución significa etimológicamente "movimiento", sin indicación de si se trata de "avance" o "retroceso". Se tiende a asociar evolución a un "movimiento de avance", pero Nietzsche era filólogo y, por tanto, consciente de que la "evolución" puede ser un movimiento en ambos sentidos. La retrogradación y la "voluntad de muerte", que asigna a las especies así como a las sociedades avanzadas resulta, entonces, una etapa de un movimiento ondulatorio que coincide con las etapas de nacimiento-crecimiento hasta el apogeo-declinación y muerte, momento en que el agotamiento y el cansancio generan deseo de descanso y la voluntad de muerte, así una etapa da paso a la siguiente por medio de la fusión de una energía que merma hacia la extinción y una que crece hasta tomar el primer lugar.